# Niecy Nash
Niecy Nash(-Betts) (Palmdale, 23 februari 1970), geboren als Carol Denise Ensley, is een Amerikaanse actrice, stemactrice en filmproducente.

## Biografie
Nash studeerde af aan de California State University in Carson (Californië). Nash is ook woordvoerster van de stichting M.A.V.I.S. (Mothers Against Violence In Schools). Deze werd opgericht door haar moeder nadat in 1993 Nashs jongere broer doodgeschoten werd op een school. De stichting informeert de bevolking over het geweld op de scholen.
Nash begon in 1995 met acteren in de film Boys on the Side. Hierna speelde zij nog meerdere rollen in films en televisieseries. Zij is vooral bekend van haar rol als deputy Raineesha Williams in de televisieserie Reno 911! waarin zij in alle 88 afleveringen speelde (2003-2009). Voor haar televisiewerk kreeg ze in 2018 een ster op de Hollywood Walk of Fame.
Nash was van 1994 tot en met 2007 getrouwd, en heeft hieruit drie kinderen. Sinds 2011 is zij opnieuw getrouwd.

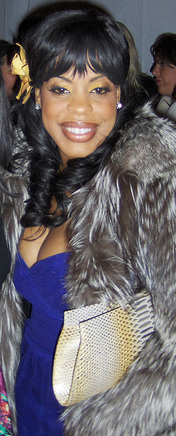
Niecy Nash in 2007

## Filmografie

### Films
Uitgezonderd korte films.
- 2022 Reno 911!: It's a Wonderful Heist - als deputy Raineesha Williams
- 2022 Beauty - als moeder van Beauty
- 2021 Reno 911!: The Hunt for QAnon - als deputy Raineesha Williams
- 2020 Uncorked - als Sylvia
- 2017 Downsizing - als verkoopster van Leisureland
- 2014 Selma - als Richie Jean Jackson
- 2014 Walk of Shame - als buschauffeuse
- 2013 Nurse 3D – als Regina
- 2013 Trust Me – als Angie
- 2009 G-Force – als Rosalita
- 2009 The Proposal – als stewardess
- 2009 Not Easily Broken – als Michelle
- 2008 Pretty/Handsome – als Regina
- 2008 Horton – als Miss Yelp (stem)
- 2007 Cook-Off! – als Ladybug Briggs
- 2007 Reno 911!: Miami – als deputy Raineesha Williams
- 2007 Code Name: The Cleaner – als Jacuzzi
- 2005 Here Comes Peter Cottontail: The Movie – als Mama Robin (stem)
- 2005 Guess Who – als Naomi
- 2004 Hair Show – als Debra
- 2003 Malibu's Most Wanted – als Gladys
- 1999 The Bachelor – als Afro-Amerikaanse bruid
- 1999 Cookie's Fortune – als Wanda Carter
- 1995 Boys on the Side – als vrouw bij diner

### Televisieseries
Uitgezonderd eenmalige gastrollen.
- 2022-2023 The Rookie: Feds - als Simone Clark - 19 afl.
- 2022-2023 The Rookie - als Simone Clark - 3 afl.
- 2022 Dahmer – Monster: The Jeffrey Dahmer Story - als Glenda Cleveland - 7 afl.
- 2020-2022 Never Have I Ever - als dr. Jamie Ryan - 13 afl.
- 2003-2022 Reno 911! – als deputy Raineesha Williams – 119 afl.
- 2017-2022 Claws - als Desna Simms - 40 afl.
- 2020 Mrs. America - als Flo Kennedy - 4 afl.
- 2018-2019 Family Guy - als Sheila (stem) - 4 afl.
- 2019 When They See Us - als Delores Wise - 4 afl.
- 2015-2016 Scream Queens – als Denise Hemphill – 15 afl.
- 2016 As the Fire Pit Burns - als Jennifer Bowen-Brown - 4 afl.
- 2016 Masters of Sex - als Louise - 5 afl.
- 2012-2016 The Soul Man – als Lolli Balentine – 54 afl.
- 2013-2015 Getting On – als Didi Ortley – 18 afl.
- 2014 The Mindy Project - als dr. Jean Fishman - 4 afl.
- 2007-2012 American Dad! – als Lorraine / Angel / Patty LaBelle (stemmen) – 5 afl.
- 2011 The LeBrons – als Gloria – 7 afl.
- 2010 Gary Unmarried – als Charleen – 2 afl.
- 2008 Do Not Disturb – als Rhonda – 6 afl.
- 2007 Slacker Cats – als Mrs. Boots (stem) – 2 afl.
- 2006 Minoriteam – als moeder van Fasto (stem) – 5 afl.
- 2004-2005 The Bernie Mac Show – als Benita – 2 afl.
- 2003 Kid Notorious – als Tollie Mae (stem)
- 2000 City of Angels – als Eveline Walker – 4 afl.

### Filmproducente
- 2022-2023 The Rookie: Feds - televisieserie - 16 afl.
- 2022 Reno 911!: It's a Wonderful Heist - film
- 2021-2022 Claws - televisieserie 10 afl.
- 2021 Reno 911!: The Hunt for QAnon - film
- 2020 Reno 911! - televisieserie - 13 afl.
- 2018 Naked With Niecy Nash - televisiespecial
- 2012 Let's Talk About Love – televisieserie – 3 afl.
- 2011 Niecy Nash's Wedding Bash – film

- Gemeinsame Normdatei: 1067414436
- International Standard Name Identifier: 0000 0000 4965 2262
- Library of Congress Control Number: nr2004012307
- Nederlandse Thesaurus van Auteursnamen: 384075770
- Virtual International Authority File: 59031887
- WorldCat: E39PBJdrF3Mb7hVHgPjDV9fDv3